# Andrei Sergejewitsch Monin
Andrei Sergejewitsch Monin, russisch Андре́й Серге́евич Мо́нин, (* 2. Juli 1921 in Moskau; † 22. September 2007 ebenda) war ein russischer Physiker, angewandter Mathematiker und Ozeanograph.
Sein Vater S. A. Monin war Assistenzprofessor am Moskauer Pädagogischen Institut. Monin studierte an der Lomonossow-Universität (Mekh-Mat-Fakultät) und war nach seinem Abschluss 1942 Meteorologe bei der sowjetischen Armee und zuletzt im Zentralen Instituts für Wettervorhersage der Armee und setzte ab 1946 bis 1949 sein Studium an der Lomonossow-Universität fort und wurde bei Andrei Kolmogorov mit einer Dissertation über atmosphärische Turbulenz promoviert. Ab 1951 war er am Institut für Geophysik der Sowjetischen Akademie der Wissenschaften in der Abteilung Atmosphärenphysik (später ein eigenes Institut). 1956 habilitierte er sich (russischer Doktortitel) über turbulente Diffusion. 1963 wurde er Professor. 1965 bis 1987 war er Direktor des P. P. Shirshov Instituts für Ozeanographie der Sowjetischen Akademie der Wissenschaften, das er zu einem international angesehenen Forschungsinstitut für Ozeanographie ausbaute.
Er forschte über Turbulenz und insbesondere die in der Sowjetunion von Kolmogorov und Alexander Michailowitsch Obuchow entwickelte statistische Theorie der Turbulenz, speziell mit Anwendungen in der Meteorologie und Ozeanographie (Monin-Obuchow-Theorie). Seine Monographie mit Akiwa Moissejewitsch Jaglom über statistische Turbulenztheorie ist ein Standardwerk. Mit Obuchow entwickelte er eine selbstähnliche Theorie der Turbulenz in Flüssigkeitsschichten wie atmosphärischen Grenzschichten (hier ist die Monin-Obukhov-Stabilitätslänge nach beiden benannt).
Er war Mitglied der Russischen Akademie der Wissenschaften (2000), der Russischen Akademie für Naturwissenschaften, der National Academy of Sciences (1976) und der American Academy of Arts and Sciences (1973) und Ehrendoktor der Universität Göteborg. 1993 erhielt er den Friedmann-Preis der Russischen Akademie der Wissenschaften und 1980 den sowjetischen Staatspreis.

## Schriften
- An Introduction to the Theory of Climate. D. Reidel Publishing Company, 1986.
- Theoretical Geophysical Fluid Dynamics. Kluwer Academic Publishers, Netherlands 1990.
- mit A. M. Yaglom: Statistical Fluid Mechanics: Mechanics of Turbulence. Dover Publications, 2007.
- Weather Forecasting as a Problem in Physics. The MIT Press, 1972.
- mit R. V. Ozmidov: Turbulence in the Ocean. D. Reidel Publishing Company, 1985.